# 中津市立東中津中学校
中津市立東中津中学校（なかつしりつ ひがしなかつちゅうがっこう）は、大分県中津市是則にある公立中学校。

## 概要
- 入学者は中津市立和田小学校、中津市立如水小学校の卒業生がほとんどである。
- 1学年は3クラス編成で、100名前後。

　2015年度　1年生　82名　2年生　75名　3年生　86名　計243名

## 沿革
- 1947年（昭和22年）4月 - 下毛郡和田村立和田中学校として開校。
- 1958年（昭和33年）4月 - 中津市立東中津中学校と改称。

## 部活動

### 運動部
- 野球部　　　　　　　　　2010年　市大会　優勝
- サッカー部　　　　　　　2010年　市大会　優勝
- ソフトテニス部　男女
- 陸上部
- 女子バレーボール部
- 男子バスケットボール部
- 女子バスケットボール部　2010年　市大会　優勝　09春季九州大会出場

　　　　　　　　　　　　　2010夏季九州大会出場
- 空手道部
- 水泳部　　　　　　　　　2010年　全国大会出場（個人）

### 文化部
- 吹奏楽部
- 2015年大分県吹奏楽コンクール　金賞　代表
- 南九州小編成吹奏楽コンテスト　銅賞
- 2016年大分県吹奏楽コンクール　金賞　代表
- 南九州小編成吹奏楽コンテスト　銅賞
- 美術部
- 2016年寺町灯籠祭り灯篭コンテスト　2位と入賞
- 2017年寺町灯籠祭り灯籠コンテスト　金賞
- 2018年寺町灯籠祭り灯籠コンテスト　銀賞

## アクセス
- 日豊本線東中津駅より約300m。